# Émile Beaugrand
Pour les articles homonymes, voir Beaugrand.
Louis Émile Beaugrand est un médecin français né à Paris le 30 septembre 1809, où il est mort le 21 août 1875.

## Biographie
Beaugrand fait ses études à Paris et devient interne des hôpitaux en 1832, puis docteur en 1837. En 1859, il est nommé bibliothécaire-adjoint à la faculté de médecine de Paris. On lui doit un nombre important d'ouvrages de médecine.

## Œuvres
- Leçons de clinique chirurgicale : Observations et réflexions, 1835 (avec Pierre Nicolas Gerdy).
- Remarques et propositions sur divers points de médecine et de chirurgie, 1837.
- L' Hygiène, ou l'Art de conserver la santé, Hachette, 1855.
- Des différentes sortes d'accidents causés par les verts arsenicaux employés dans l'industrie, Plon, 1859.
- Essai historique sur la cure radicale des hernies de l'aine, 1859.
- La Médecine domestique et la Pharmacie usuelle, 1860.
- Traité élémentaire d'hygiène privée et publique, 1864 (avec Louis Alfred Becquerel).
- Revue des travaux français et étrangers : Contribution à la géographie et à la statistique médicales de l'Islande, d'après des documents plus ou moins récents, 1866.
- De la nécessité d'introduire l'étude de l'hygiène dans l'enseignement, 1867.